# Bundesbeauftragter
Bundesbeauftragte sind von der Bundesregierung aufgrund ihrer Organisationsgewalt (Gesetz, Kabinettbeschluss, Organisationserlass des Bundeskanzlers) eingerichtete Organe zur Unterstützung und Beratung der Bundesregierung bei der Wahrnehmung von Regierungsaufgaben.

## Bedeutung
In der Bundesverwaltung wird grundsätzlich zwischen Bundesbeauftragten, Beauftragten der Bundesregierung und sonstigen Beauftragten (Koordinatoren/Sonderbeauftragten) unterschieden. Bundesbeauftragte werden auf gesetzlicher Grundlage eingerichtet, Beauftragte der Bundesregierung und sonstige Beauftragte werden bei funktionalem Bedarf durch Kabinettbeschluss bzw. Organisationserlass der Bundeskanzlerin/des Bundeskanzlers oder Erlass bzw. sonstige Bestimmung eines Ressorts eingesetzt.
Hierarchisch und besoldungsrechtlich reicht die Bandbreite von der Ebene der Ministerialdirigenten oder eines außertariflich Beschäftigten entsprechender Ebene bis zu amtierenden Ministerpräsidenten, auch gehören sowohl aktive wie ehemalige Politiker zu diesen Funktionsträgern. Da eine Reihe von Angehörigen der Leitungsebene (Bundesminister, Staatssekretäre, Parlamentarische Staatssekretäre, Abteilungsleiter) und Mitarbeiter der Bundesministerien (Referenten) gleichzeitig Beauftragte der Bundesregierung, Bundesbeauftragte sowie Koordinatoren der Bundesregierung sind, fallen – neben deren Amtsbezügen – keine zusätzlichen Personalkosten für die Beauftragten selbst an. Die Funktion eines Koordinatoren, Beauftragten oder Sonderbeauftragten kann auch durch ein Mitglied des Deutschen Bundestages wahrgenommen werden.
Nach § 21 der Gemeinsamen Geschäftsordnung der Bundesministerien (GGO) sind die Beauftragten der Bundesregierung, die Bundesbeauftragten sowie die Koordinatoren der Bundesregierung bei allen Vorhaben, die ihre Aufgaben berühren, frühzeitig zu beteiligen.
Es gibt auch Beauftragte, die nicht die Zusammenarbeit innerhalb der Bundesregierung gewährleisten sollen, sondern vom Deutschen Bundestag als Hilfsorgan bei der Ausübung der parlamentarischen Kontrolle über die Bundesregierung berufen werden und somit nicht der Gubernative angehören. Beispiele sind der Wehrbeauftragte des Deutschen Bundestages nach Art. 45b GG und § 1 des dazu erlassenen Bundesgesetzes, der Polizeibeauftragte des Bundes beim Deutschen Bundestag sowie der Bundesbeauftragte für die Opfer der SED-Diktatur.

## Historische Entwicklung
Bundesbeauftragte lassen sich mindestens bis in das Jahr 1952 nachweisen. So wurde im Januar 1952 das Amt des Bundesbeauftragten für Wirtschaftlichkeit in der Verwaltung geschaffen. Auch war seit Anfang September dieses Jahres der Bundeswahlbeauftragte für die Sozialversicherungswahlen tätig.
Im Jahr 2008 gab es mindestens 32 verschiedene Beauftragte im Bund, 2010 waren es 35 und 2018 gab es 39 Bundesbeauftragte, Beauftragte und Koordinatoren der Bundesregierung. Stand Juli 2025 gab es 27 Beauftragte der Bundesregierung, Bundesbeauftragte sowie Koordinatoren der Bundesregierung. Die Zuständigkeiten wechselten im Laufe der Jahre. So wurden mehr als 50 von ihnen in den letzten Jahrzehnten wieder abgeschafft. Im Mai 2025 beschloss das Kabinett Merz in seiner konstituierenden Sitzung die Abschaffung von 25 der insgesamt 60 Stellen von Beauftragten und Koordinatoren.

## Liste der Bundesbeauftragten, Beauftragten der Bundesregierung und sonstigen Beauftragten
| Ressort                                                             | Amtliche Bezeichnung | Name                          | Schaffung                                                         |
| ------------------------------------------------------------------- | --- | ----------------------------- | ----------------------------------------------------------------- |
| unabhängige oberste Bundesbehörde                                   | Bundesbeauftragte für den Datenschutz und die Informationsfreiheit                                                             | Louisa Specht-Riemenschneider | 1978                                                              |
| Bundeskanzleramt                                                    | Beauftragter für die Nachrichtendienste des Bundes                                                                             | Thorsten Frei                 | 1975                                                              |
| Bundeskanzleramt                                                    | Beauftragter der Bundesregierung für Kultur und Medien                                                                         | Wolfram Weimer                | 1998                                                              |
| Bundeskanzleramt                                                    | Persönlicher Beauftragter des Bundeskanzlers für die G7- und G20-Gipfel                                                        | Levin Holle                   |                                                                   |
| Bundesministerium der Finanzen                                      | Beauftragte der Bundesregierung für Ostdeutschland                                                                             | Elisabeth Kaiser              | 1998                                                              |
| Bundesministerium des Innern                                        | Beauftragter der Bundesregierung für Aussiedlerfragen und nationale Minderheiten                                               | Bernd Fabritius               | 1988                                                              |
| Bundesministerium des Innern                                        | Beauftragter der Bundesregierung für jüdisches Leben in Deutschland und den Kampf gegen Antisemitismus                         | Felix Klein                   | 2018                                                              |
| Bundesministerium des Innern                                        | Bundesbeauftragte für die Behandlung von Zahlungen an die Konversionskasse                                                     | Ellen Hirschinger             | 1953                                                              |
| Auswärtiges Amt                                                     | Beauftragte der Bundesregierung für Fragen der Abrüstung und Rüstungskontrolle                                                 | Katharina Stasch              | 1965                                                              |
| Auswärtiges Amt                                                     | Koordinator der Bundesregierung für die transatlantische Zusammenarbeit                                                        | Metin Hakverdi                | 1981                                                              |
| Auswärtiges Amt                                                     | Beauftragter der Bundesregierung für Menschenrechtspolitik und humanitäre Hilfe                                                | Lars Castellucci              | 1998                                                              |
| Auswärtiges Amt                                                     | Beauftragter der Bundesregierung für die deutsch-französische Zusammenarbeit                                                   | Gunther Krichbaum             | 2003                                                              |
| Auswärtiges Amt                                                     | Koordinator für die deutsch-polnische zwischengesellschaftliche und grenznahe Zusammenarbeit                                   | Knut Abraham                  | 2014                                                              |
| Auswärtiges Amt                                                     | Beauftragter der Bundesregierung für Religions- und Weltanschauungsfreiheit                                                    | Thomas Rachel                 | 2018                                                              |
| Bundesministerium für Wirtschaft und Energie                        | Koordinator der Bundesregierung für die maritime Wirtschaft und Tourismus                                                      | Christoph Ploß                | 2000 (maritime Wirtschaft) 2018 (Tourismus) 2022 (Zusammenlegung) |
| Bundesministerium für Wirtschaft und Energie                        | Beauftragte der Bundesregierung für Mittelstand                                                                                | Gitta Connemann               | 2022                                                              |
| Bundesministerium der Justiz und für Verbraucherschutz              | Beauftragter der Bundesregierung für die Anliegen von Betroffenen von terroristischen und extremistischen Straftaten im Inland | Roland Weber                  |                                                                   |
| Bundesministerium für Bildung, Familie, Senioren, Frauen und Jugend | Unabhängige Bundesbeauftragte für Antidiskriminierung                                                                          | Ferda Ataman                  | 2006                                                              |
| Bundesministerium für Bildung, Familie, Senioren, Frauen und Jugend | Unabhängige Bundesbeauftragte für Fragen des sexuellen Kindesmissbrauchs                                                       | Kerstin Claus                 | 2010                                                              |
| Bundesministerium für Bildung, Familie, Senioren, Frauen und Jugend | Beauftragte der Bundesregierung für die Akzeptanz sexueller und geschlechtlicher Vielfalt                                      | Sophie Koch                   | 2022                                                              |
| Bundesministerium für Bildung, Familie, Senioren, Frauen und Jugend | Beauftragter der Bundesregierung gegen Antiziganismus und für das Leben der Sinti und Roma in Deutschland                      | Michael Brand                 | 2022                                                              |
| Bundesministerium für Arbeit und Soziales                           | Bundeswahlbeauftragter für die Sozialversicherungswahlen                                                                       | Peter Weiß                    | 1952                                                              |
| Bundesministerium für Arbeit und Soziales                           | Beauftragte der Bundesregierung für Migration, Flüchtlinge und Integration                                                     | Natalie Pawlik                | 1978                                                              |
| Bundesministerium für Arbeit und Soziales                           | Beauftragte der Bundesregierung für Antirassismus                                                                              | Natalie Pawlik                | 2022                                                              |
| Bundesministerium für Arbeit und Soziales                           | Beauftragter der Bundesregierung für die Belange von Menschen mit Behinderungen                                                | Jürgen Dusel                  | 1981                                                              |
| Bundesministerium für Gesundheit                                    | Beauftragter der Bundesregierung für Sucht- und Drogenfragen                                                                   | Hendrik Streeck               | 1992                                                              |
| Bundesministerium für Gesundheit                                    | Der Beauftragte der Bundesregierung für die Belange der Patientinnen und Patienten                                             | Stefan Schwartze              | 2004                                                              |
| Bundesministerium für Gesundheit                                    | Bevollmächtigte der Bundesregierung für Pflege                                                                                 | Katrin Staffler               | 2014                                                              |
| Bundesministerium für Landwirtschaft, Ernährung und Heimat          | Beauftragte der Bundesregierung für Tierschutz                                                                                 | Ariane Kari                   | 2023                                                              |
| Bundesrechnungshof                                                  | Bundesbeauftragter für Wirtschaftlichkeit in der Verwaltung                                                                    | Kay Scheller                  | 1952                                                              |

## Frühere Bundesbeauftragte, Beauftragte der Bundesregierung und sonstige Beauftragte
| zuständige Behörde                                                                 | Amtsbezeichnung | Schaffung | letzter Amtsinhaber | Auflösung |
| ---------------------------------------------------------------------------------- | --- | --------- | ------------------- | --------- |
| Beauftragter der Bundesregierung für Kultur und Medien (als oberste Bundesbehörde) | Bundesbeauftragter für die Unterlagen des Staatssicherheitsdienstes der ehemaligen Deutschen Demokratischen Republik                | 1990      | Roland Jahn         | 2021      |
| Bundeskanzleramt                                                                   | Beauftragter der Bundesregierung für Digitalisierung                                                                                | 2018      | Dorothee Bär        | 2021      |
| Bundesministerium des Innern                                                       | Beauftragter der Bundesregierung für Informationstechnik                                                                            | 2007      | Markus Richter      | 2025      |
| Bundesministerium des Innern                                                       | Sonderbevollmächtigter der Bundesregierung für Migrationsabkommen                                                                   | 2023      | Joachim Stamp       | 2025      |
| Bundesministerium des Innern                                                       | Bundesbeauftragter für die Modernisierung der Fortbildungslandschaft                                                                | 2023      | Arne Schönbohm      | 2025      |
| Auswärtiges Amt                                                                    | Sonderbeauftragter für Libyen |           | Christian Buck      | 2025      |
| Auswärtiges Amt                                                                    | Koordinator für die zwischengesellschaftliche Zusammenarbeit mit dem Südlichen Kaukasus, der Republik Moldau und Zentralasien       | 2023      | Robin Wagener       | 2025      |
| Auswärtiges Amt                                                                    | Sonderbeauftragte für internationale Klimapolitik                                                                                   | 2022      | Jennifer Morgan     | 2025      |
| Auswärtiges Amt                                                                    | Beauftragte für Menschenrechte und globale Gesundheit                                                                               | 2023      | Gesa Bräutigam      | 2025      |
| Auswärtiges Amt                                                                    | Sondergesandter der Bundesregierung für die Länder des westlichen Balkans                                                           | 2022      | Manuel Sarrazin     | 2025      |
| Auswärtiges Amt                                                                    | Sonderbeauftragter der Bundesregierung für Afghanistan und Pakistan                                                                 |           | Jasper Wieck        | 2022      |
| Auswärtiges Amt                                                                    | Koordinator für die zwischengesellschaftliche Zusammenarbeit mit Russland, Zentralasien und den Ländern der Östlichen Partnerschaft | 2003      | Johann Saathoff     | 2021      |
| Bundesministerium der Verteidigung                                                 | Bundesbeauftragter für die Zeitenwende                                                                                              |           | Frank Utzerath      | 2025      |
| Bundesministerium für Wirtschaft und Energie                                       | Bundesbeauftragter für den Steinkohlenbergbau und die Steinkohlenbergbaugebiete                                                     | 1968      | Ulrich Engelmann    | 1977      |
| Bundesministerium für Wirtschaft und Energie                                       | Koordinator der Bundesregierung für Bürokratieabbau und bessere Rechtsetzung                                                        |           | Michael Kellner     | 2025      |
| Bundesministerium für Wirtschaft und Energie                                       | Sonderbeauftragte der Bundesregierung für die Umsetzung der Extractive Industries Transparency Initiative (EITI)                    | 2022      | Franziska Brantner  | 2025      |
| Bundesministerium für Wirtschaft und Energie                                       | Koordinatorin der Bundesregierung für Luft- und Raumfahrt                                                                           | 2022      | Anna Christmann     | 2025      |
| Bundesministerium für Wirtschaft und Energie                                       | Koordinator der Bundesregierung für strategische Auslandsprojekte im Interesse der Bundesrepublik Deutschland                       | 2022      | Udo Philipp         | 2025      |
| Bundesministerium für Wirtschaft und Energie                                       | Innovationsbeauftragter „Grünen Wasserstoff“                                                                                        | 2020      | Till Mansmann       | 2025      |
| Bundesministerium für Forschung, Technologie und Raumfahrt                         | Beauftragter für Soziale Innovationen                                                                                               | 2022      | Zarah Bruhn         | 2025      |
| Bundesministerium für Forschung, Technologie und Raumfahrt                         | Beauftragter für Transfer und Ausgründungen aus der Wissenschaft                                                                    | 2022      | Mario Brandenburg   | 2025      |
| Bundesministerium der Justiz und für Verbraucherschutz                             | Beauftragte der Bundesregierung für Menschenrechtsfragen                                                                            | 1970      | Sigrid Jacoby       | 2025      |
| Bundesministerium für Bildung, Familien, Senioren, Frauen und Jugend               | Bundesbeauftragter für den Zivildienst                                                                                              | 1970      | Jens Kreuter        | 2011      |
| Bundesministerium für Verkehr                                                      | Radverkehrsbeauftragter |           | Andreas Marquardt   | 2025      |
| Bundesministerium für Verkehr                                                      | Koordinator der Bundesregierung für Güterverkehr und Logistik                                                                       | 2008      | Oliver Luksic       | 2025      |
| Bundesministerium für Verkehr                                                      | Beauftragter der Bundesregierung für den Schienenverkehr                                                                            | 2018      | Gero Hocker         | 2025      |
| Bundesministerium für Verkehr                                                      | Beauftragte der Bundesregierung für Ladesäuleninfrastruktur                                                                         | 2022      | Daniela Kluckert    | 2025      |
| Bundesministerium für Umwelt, Klimaschutz, Naturschutz und nukleare Sicherheit     | Sonderbeauftragter für das Nationale Artenhilfsprogramm                                                                             | 2022      | Josef Tumbrinck     | 2025      |
| Bundesministerium für Umwelt, Klimaschutz, Naturschutz und nukleare Sicherheit     | Meeresbeauftragter der Bundesregierung                                                                                              | 2022      | Sebastian Unger     | 2025      |
| Bundesministerium für Ernährung und Landwirtschaft                                 | Beauftragter der Bundesregierung für Wald                                                                                           | 2018      | Cajus Julius Caesar | 2021      |
| Bundesministerium für wirtschaftliche Zusammenarbeit und Entwicklung               | Persönlicher Afrikabeauftragter des Bundeskanzlers                                                                                  | 2001      | Günter Nooke        | 2021      |
| Bundesministerium für wirtschaftliche Zusammenarbeit und Entwicklung               | Sonderbeauftragter der Bundesregierung für die Neustrukturierung der Verwaltung und Dezentralisierung in der Ukraine                | 2017      | Georg Milbradt      | 2025      |
| Bundesministerium für Wohnen, Stadtentwicklung und Bauwesen                        | Beauftragte der Bundesregierung für den Berlin-Umzug und den Bonn-Ausgleich                                                         | 1995      | Klara Geywitz       | 2025      |
| Bundesministerium für Wohnen, Stadtentwicklung und Bauwesen                        | Bundes-Energiebeauftragter (energetisches Bauen)                                                                                    | 2008      | Olaf Böttcher       | 2025      |

## Kritik
2018 kritisierte der FDP-Bundestagsabgeordnete Frank Sitta, die Zahl der Beauftragten habe in den letzten Jahren weiter zugenommen, die Zuständigkeiten seien nicht immer nachvollziehbar und der zunehmende Einsatz von Bundestagsabgeordneten nähme diese in die Pflicht, obwohl Parlamentarier die Regierung auch kontrollieren sollten. Im Koalitionsvertrag 2025 zwischen CDU/CSU und SPD wurde das „Beauftragenwesen“ als „ausgeufert“ bezeichnet und eine Reduzierung um 50 Prozent vereinbart.